# Stefan Korejwo
Stefan Korejwo (ur. 17 lutego 1952 w Lęborku, zm. 13 października 2010 tamże) – polski inżynier, działacz opozycji demokratycznej w okresie PRL.

## Życiorys
W 1976 ukończył studia w Wyższej Szkole Inżynierskiej w Koszalinie. Pracował w Fabryce Maszyn Budowlanych Zremb w Lęborku i następnie w Fabryce Maszyn Rolniczych Agromet-Famarol w Słupsku. W okresie sierpnia 1980 stał na czele strajku w swoim zakładzie pracy, został członkiem „Solidarności”, wchodząc w skład prezydium MKZ w Słupsku i następnie do zarządu regionu. Był delegatem na I Krajowy Zjazd Delegatów w Gdańsku i członkiem Komisji Krajowej związku. Po wprowadzeniu stanu wojennego internowany na okres od grudnia 1981 do grudnia 1982. W Strzebielinku brał udział w tygodniowej głodówce protestacyjnej. W marcu 1983 został zwolniony z pracy, kontynuował działalność opozycyjną, będąc m.in. przewodniczącym niejawnej tymczasowej komisji zakładowej, współorganizatorem Regionalnej Komisji Wykonawczej i redaktorem czasopisma „Solidarność Regionu”. Po przemianach politycznych był zatrudniony w lokalnych przedsiębiorstwach. Działał w Stowarzyszeniu Osób Represjonowanych w Stanie Wojennym. Pod koniec życia ze względu na stan zdrowia nie pracował zawodowo.
W 2006 prezydent Lech Kaczyński, za wybitne zasługi w działalności na rzecz przemian demokratycznych w Polsce, za osiągnięcia w pracy zawodowej i społecznej, odznaczył go Krzyżem Komandorskim Orderu Odrodzenia Polski.
Został pochowany na cmentarzu w Lęborku.